# بیشاپتون، رنفروشر
بیشاپتون (به انگلیسی: Bishopton) یک روستا در بریتانیا است که در رنفروشر واقع شده‌است. بیشاپتون ۴٬۶۴۰ نفر جمعیت دارد.